# سدریک موکوری
سدریک موکوری (انگلیسی: Cédric Moukouri؛ زادهٔ ۲۹ اکتبر ۱۹۷۹) بازیکن فوتبال اهل فرانسه است.
از باشگاه‌هایی که در آن بازی کرده‌است می‌توان به باشگاه ورزشی ماریتیمو، باشگاه فوتبال انوسیس نئون پارالیمنی، و باشگاه فوتبال استراسبورگ اشاره کرد.